# Sven Segerstråle
Sven Gustaf Segerstråle, född 9 augusti 1899 i Borgå landskommun, död 24 december 1994 i Grankulla, var en finländsk marinbiolog. Han var bror till Lennart Segerstråle och Solveig von Schoultz.
Segerstråle blev filosofie doktor 1939. Han var 1929–1944 lärare i biologi och geografi vid Tölö svenska samskola och 1926–1969 verksam vid Finska Vetenskaps-Societetens vattenbiologiska laboratorium (sedan 1955 Havsforskningsinstitutets biologiska avdelning), från och med 1944 som dess chef. Han arbetade 1940–1967 vid Helsingfors universitets zoologiska museum, där han 1958 utnämndes till kustos för allmänna avdelningen.
Segerstråle bedrev forskning om Östersjöns tillblivelse, salthaltens betydelse för växt- och djurlivet samt marina arters utbredning. Särskilt betydande var hans insikt (1957), att istidsrelikterna inte har invandrat till Östersjön västerifrån, utan från öster via de sjöar som uppdämts av inlandsisen. Han visade också att skaldjursavlagringar inte indikerar havets nivå vid den tid de bildades, utan att de sekundärt sköljts ned till läsidan av högre platser.
Segerstråle utgav vidare bland annat en lärobok i biologi, Det underbara livet (1949) och det religionsfilosofiska arbetet Elämän arvoitus (1968), som väckte debatt på grund av författarens anti-darwinistiska skapelsetro. Han erhöll professors titel 1961.